# كيمياء صلصالية
الكيمياء الصلصالية هو فرع كيميائي تطبيقي يدرس البنية الكيميائية والخواص والتفاعلات في الصلصال والمعادن الصلصالية أو التي تصاحبها وهو فرع متخصص يحتوي العديد من المفاهيم والعلوم من الكيمياء لا العضوية والكيمياء العضوية والكيمياء البنيوية والكيمياء الفيزيائية وكيمياء المواد والكيمياء التحليلية وعلم المعادن بالإضافة إلى علم الأرض وغيرها.